# اچ‌ام‌سی‌اس آلگونکین (آر۱۷)
اچ‌ام‌سی‌اس آلگونکین (آر۱۷) (به انگلیسی: HMCS Algonquin (R17)) یک کشتی بود که طول آن ۳۶۲ فوت ۹ اینچ (۱۱۰٫۵۷ متر) بود. این کشتی در سال ۱۹۴۳ ساخته شد.